# Fingerörtssläktet
Fingerörtssläktet (Potentilla) är ett växtsläkte i familjen rosväxter med omkring 500 arter från norra halvklotets tempererade områden. Fingerörter är ofta krypande, fleråriga örter som trivs bäst i soliga lägen. Några arter odlas i trädgårdar, bland annat indisk fingerört.
Fingerörter står nära släktena nejlikrotsläktet (Geum), fjällsippssläktet (Dryas) och smultronsläktet (Fragaria), där både jordgubbar och smultron ingår. Till skillnad från smultronsläktet har fingerörtssläktets arter en torr, oätlig frukt.
Tidigare ingick tok (ölandstok) i släktet, under namnet Potentilla fruticosa, men denna buske förs numera till ett eget släkte, toksläktet (Dasiphora), under det vetenskapliga namnet Dasiphora fruticosa.

## Några arter med svenskt trivialnamn
- Backfingerört (Potentilla sordida)
- Blodfingerört (Poentilla atrosanguinea)
- Blodrot (Potentilla erecta)
- Femfingerört (Potentilla argentea)
- Finsk fingerört (Potentilla intermedia)
- Grå småfingerört (Potentilla subarenaria)
- Gråfingerört (Potentilla acaulis)
- Gullfingerört (Potentilla aurea)
- Indisk fingerört (Potentilla nepalensis)
- Kråkklöver (Potentilla palustris)
- Lappfingerört (Potentilla nivea)
- Luddfingerört (Potentilla heptaphylla)
- Mångfingerört (Potentilla multifida)
- Norsk fingerört (Potentilla norvegica)
- Raggfingerört (Potentilla robbinsiana)
- Revfingerört (Potentilla reptans)
- Revig blodrot (Potentilla anglica)
- Smultronfingerört (Potentilla sterilis)
- Småfingerört (Potentilla tabernaemontani)
- Spetsfingerört (Potentilla bifurca)
- Späd fingerört (Potentilla micrantha)
- Styv fingerört (Potentilla recta)
- Trollsmultron (Potentilla rupestris)
- Tysk fingerört (Potentilla thuringiaca)
- Vit fingerört (Potentilla alba)
- Vårfingerört (Potentilla crantzii)

## Bildgalleri

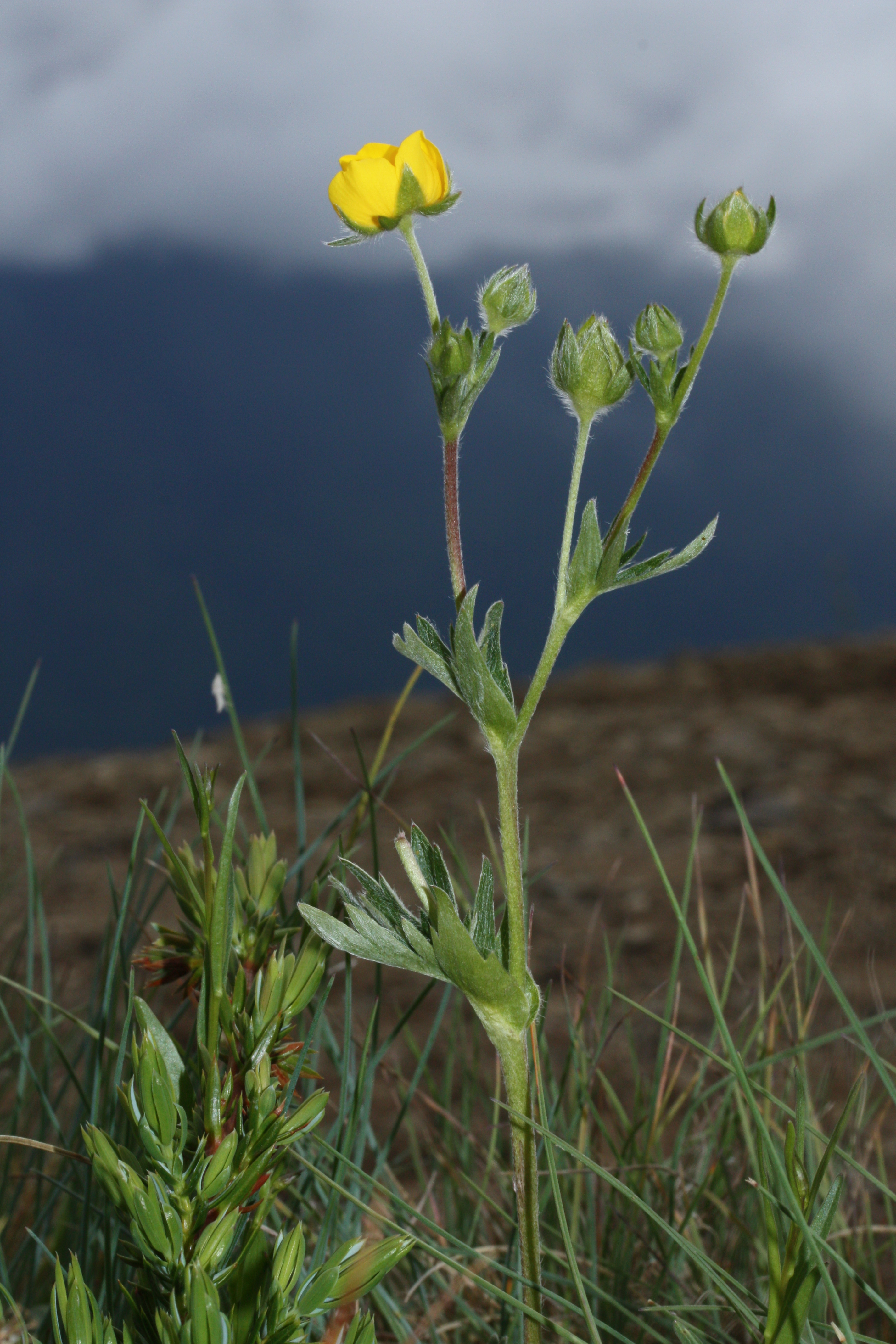
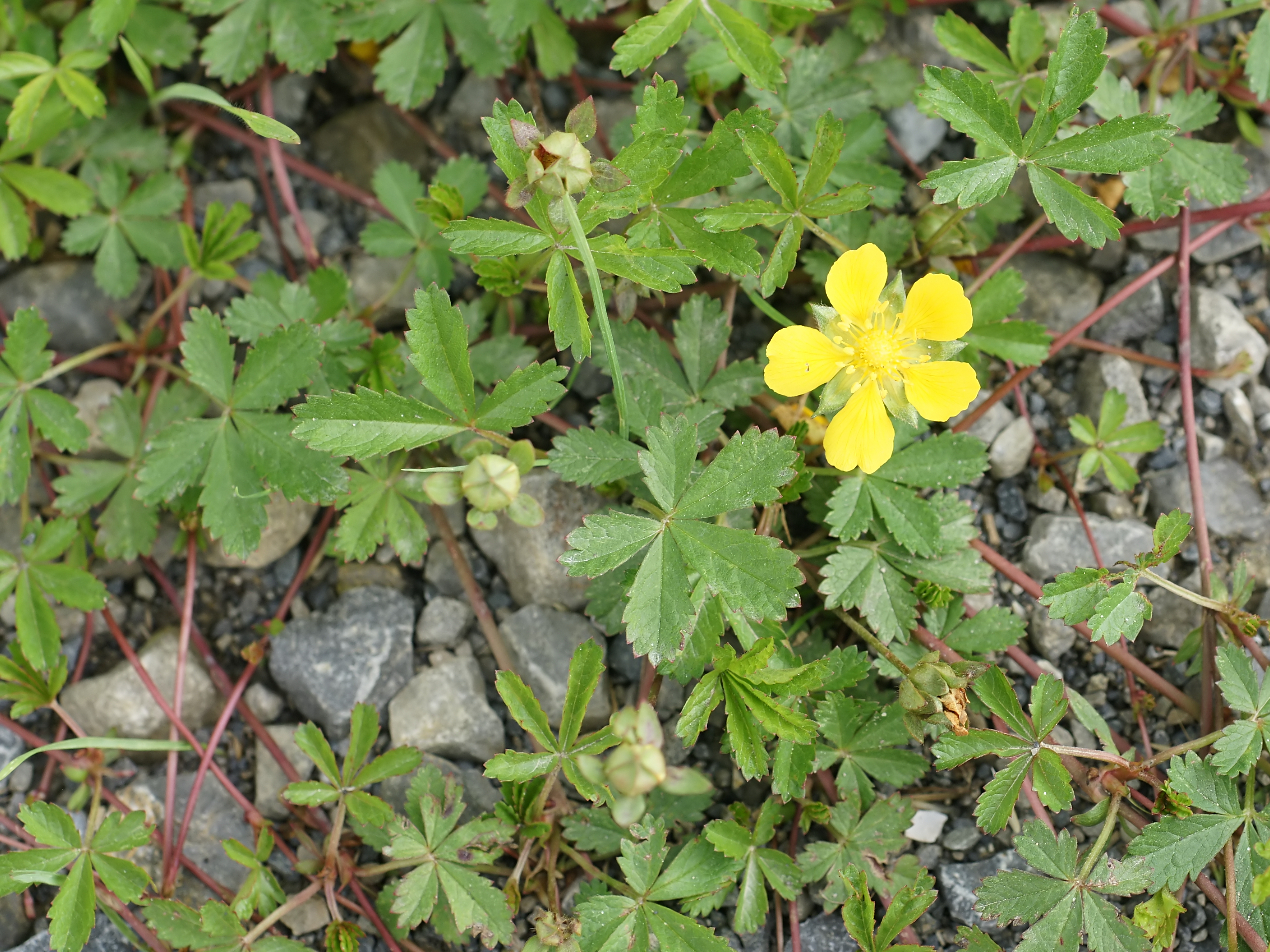
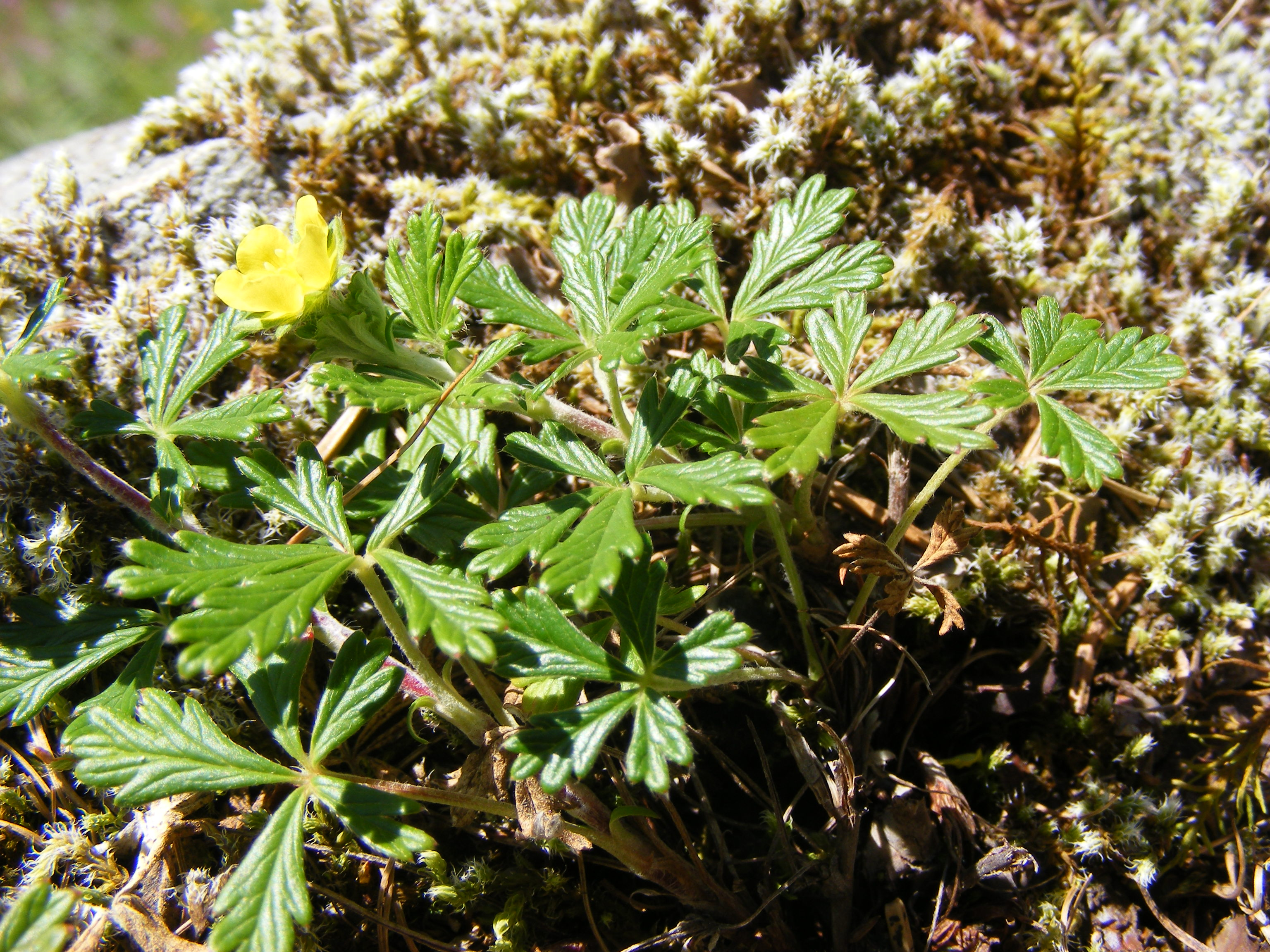
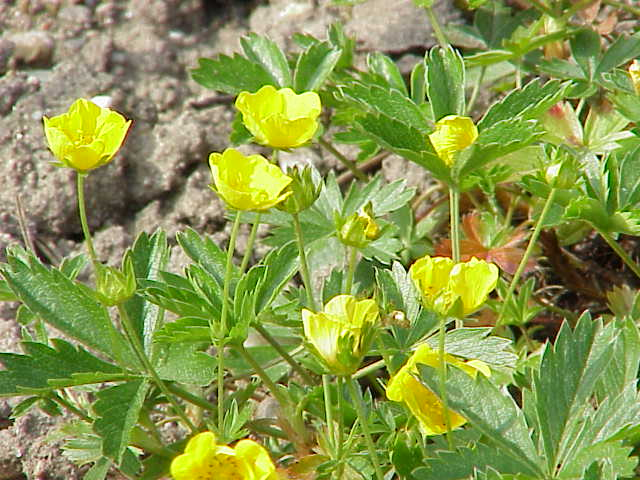
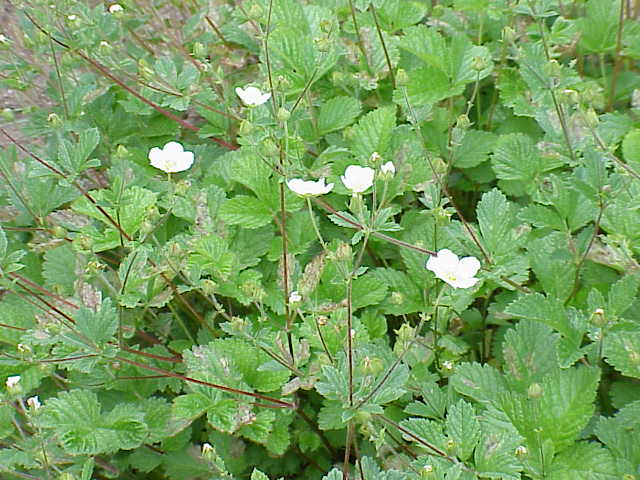
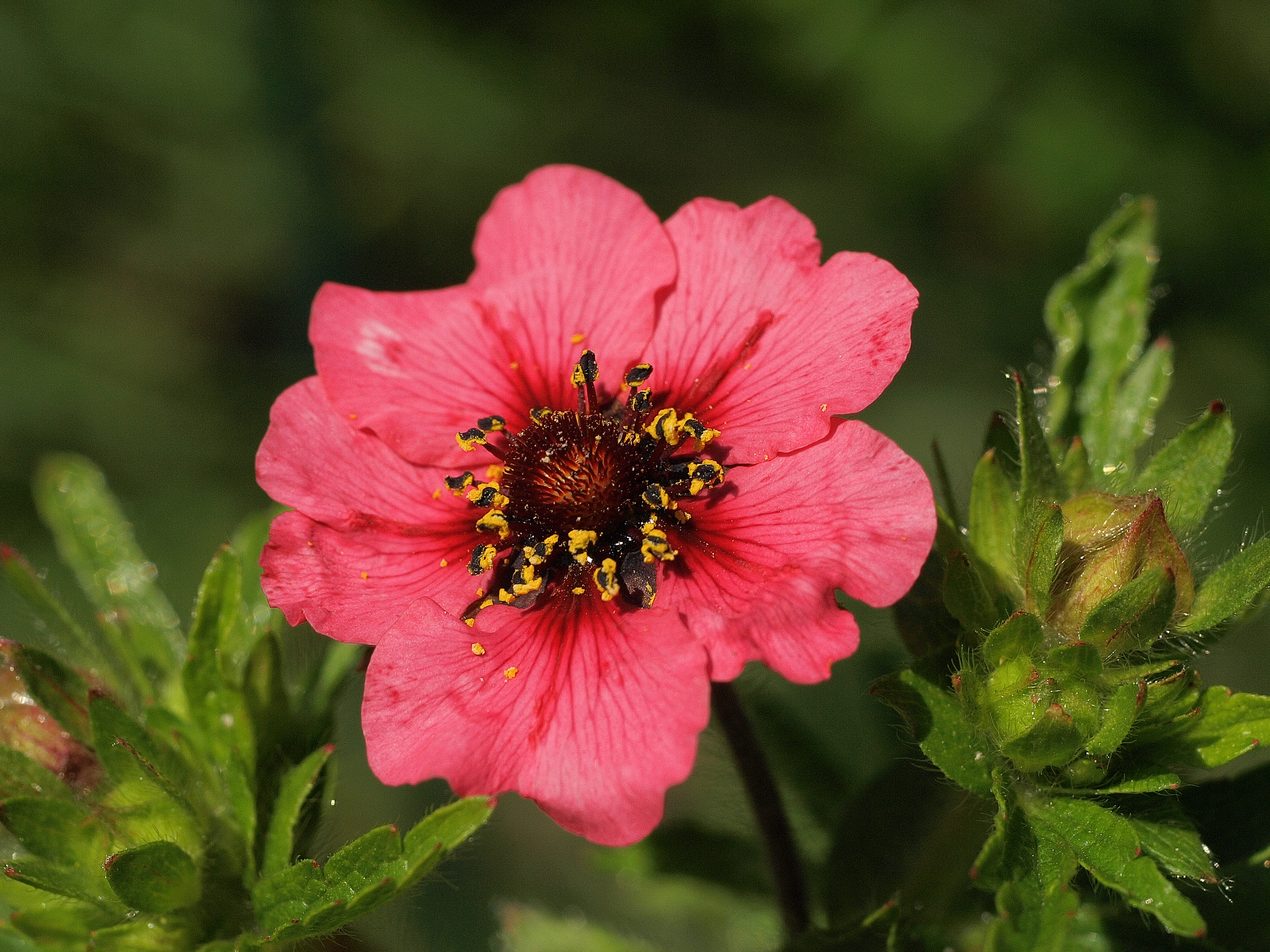

## Dottertaxa till fingerörtssläktet, i alfabetisk ordning[1]
- Potentilla acuminata
- Potentilla adenotricha
- Potentilla adriatica
- Potentilla agrimonioides
- Potentilla ala-arczae
- Potentilla aladaghensis
- Potentilla alba
- Potentilla albiflora
- Potentilla alchimilloides
- Potentilla aleutica
- Potentilla algida
- Potentilla alluvialis
- Potentilla alpicola
- Potentilla alsatica
- Potentilla ambigens
- Potentilla anachoretica
- Potentilla anadyrensis
- Potentilla anatolica
- Potentilla ancistrifolia
- Potentilla angarensis
- Potentilla angelliae
- Potentilla anglica
- Potentilla angustiloba
- Potentilla anjuica
- Potentilla apennina
- Potentilla aphanes
- Potentilla approximata
- Potentilla arcadiensis
- Potentilla arctica
- Potentilla arctoalaskensis
- Potentilla arenosa
- Potentilla argaea
- Potentilla argentea
- Potentilla argenteiformis
- Potentilla argyroloma
- Potentilla argyrophylla
- Potentilla armeniaca
- Potentilla articulata
- Potentilla asperrima
- Potentilla assalemica
- Potentilla astracanica
- Potentilla astragalifolia
- Potentilla asturica
- Potentilla aucheriana
- Potentilla aurantiaca
- Potentilla aurea
- Potentilla bactriana
- Potentilla balansae
- Potentilla balkharica
- Potentilla baltistana
- Potentilla basaltica
- Potentilla beringensis
- Potentilla beringii
- Potentilla betonicifolia
- Potentilla bhutanica
- Potentilla biennis
- Potentilla biflora
- Potentilla bipinnatifida
- Potentilla bishkekensis
- Potentilla blanda
- Potentilla borealis
- Potentilla borneensis
- Potentilla botschantzeviana
- Potentilla brachypetala
- Potentilla brauneana
- Potentilla brevifolia
- Potentilla brooksensis
- Potentilla bryoides
- Potentilla buccoana
- Potentilla bungei
- Potentilla burjatica
- Potentilla burmanica
- Potentilla butandae
- Potentilla butkovii
- Potentilla calabra
- Potentilla caliginosa
- Potentilla camillae
- Potentilla canadensis
- Potentilla candicans
- Potentilla cappadocica
- Potentilla cardotiana
- Potentilla carduchorum
- Potentilla carniolica
- Potentilla caulescens
- Potentilla centigrana
- Potentilla chalchorum
- Potentilla chamaeleo
- Potentilla chamissonis
- Potentilla chenteica
- Potentilla chinensis
- Potentilla chionea
- Potentilla chrysantha
- Potentilla chulensis
- Potentilla cinerea
- Potentilla clarkei
- Potentilla clusiana
- Potentilla coelestis
- Potentilla collina
- Potentilla comaroides
- Potentilla commutata
- Potentilla concinna
- Potentilla conferta
- Potentilla contigua
- Potentilla coreana
- Potentilla coriacea
- Potentilla coriandrifolia
- Potentilla cottamii
- Potentilla crantzii
- Potentilla crassinervia
- Potentilla crenulata
- Potentilla crinita
- Potentilla cristae
- Potentilla cryptophila
- Potentilla cryptotaeniae
- Potentilla curviseta
- Potentilla czegitunica
- Potentilla daghestanica
- Potentilla darvazica
- Potentilla davisii
- Potentilla delavayi
- Potentilla delphinensis
- Potentilla demotica
- Potentilla dentata
- Potentilla deorum
- Potentilla desertorum
- Potentilla detommasii
- Potentilla dezhnevii
- Potentilla dickinsii
- Potentilla discipulorum
- Potentilla discolor
- Potentilla diskleii
- Potentilla divaricata
- Potentilla diversifolia
- Potentilla divina
- Potentilla doddsii
- Potentilla doerfleri
- Potentilla dombeyi
- Potentilla donnell-smithii
- Potentilla doubjonneana
- Potentilla drummondii
- Potentilla durangensis
- Potentilla echizenensis
- Potentilla effusa
- Potentilla ehrenbergiana
- Potentilla elatior
- Potentilla elegans
- Potentilla elvendensis
- Potentilla emilii-popii
- Potentilla erecta
- Potentilla eriocarpa
- Potentilla eversmanniana
- Potentilla evestita
- Potentilla exsul
- Potentilla exuta
- Potentilla fallens
- Potentilla fedtschenkoana
- Potentilla ferganensis
- Potentilla festiva
- Potentilla flabellata
- Potentilla flabellifolia
- Potentilla flaccida
- Potentilla flagellaris
- Potentilla flavida
- Potentilla foersteriana
- Potentilla fragarioides
- Potentilla fragiformis
- Potentilla freyniana
- Potentilla frigida
- Potentilla furcata
- Potentilla gabarae
- Potentilla gaubeana
- Potentilla geranioides
- Potentilla ghazniensis
- Potentilla gilgitica
- Potentilla glabriuscula
- Potentilla glaucescens
- Potentilla gobica
- Potentilla gombalana
- Potentilla gordiaginii
- Potentilla gorganica
- Potentilla gorodkovii
- Potentilla gorokana
- Potentilla gracilis
- Potentilla gracillima
- Potentilla grammopetala
- Potentilla grandiflora
- Potentilla grandiloba
- Potentilla granulosa
- Potentilla grayi
- Potentilla griffithii
- Potentilla grisea
- Potentilla guilliermondii
- Potentilla habbemana
- Potentilla hara-kurosawae
- Potentilla haynaldiana
- Potentilla heptaphylla
- Potentilla heterosepala
- Potentilla hickmanii
- Potentilla hilbigii
- Potentilla hippiana
- Potentilla hirta
- Potentilla hispanica
- Potentilla holmgrenii
- Potentilla hololeuca
- Potentilla hooglandii
- Potentilla hookeriana
- Potentilla horrida
- Potentilla hubsugulica
- Potentilla humifusa
- Potentilla hyparctica
- Potentilla hypargyrea
- Potentilla ibrahimiana
- Potentilla ikonnikovii
- Potentilla illudens
- Potentilla imbricata
- Potentilla imerethica
- Potentilla incana
- Potentilla inclinata
- Potentilla indica
- Potentilla indivisa
- Potentilla inopinata
- Potentilla insularis
- Potentilla intermedia
- Potentilla iranica
- Potentilla irianensis
- Potentilla isaurica
- Potentilla ivanoviae
- Potentilla jenissejensis
- Potentilla jepsonii
- Potentilla jiaozishanensis
- Potentilla johanniniana
- Potentilla johnstonii
- Potentilla junatovii
- Potentilla kamelinii
- Potentilla kandavensis
- Potentilla karakoramica
- Potentilla karatavica
- Potentilla kashmirica
- Potentilla khanminczunii
- Potentilla kinabaluensis
- Potentilla kionaea
- Potentilla knoblochii
- Potentilla kotschyana
- Potentilla kryloviana
- Potentilla kurdica
- Potentilla kurramensis
- Potentilla laevipes
- Potentilla laevissima
- Potentilla lancinata
- Potentilla lazica
- Potentilla lenae
- Potentilla leptopetala
- Potentilla leschenaultiana
- Potentilla leuconota
- Potentilla leucophylla
- Potentilla leucopolitana
- Potentilla libanotica
- Potentilla lignipes
- Potentilla limprichtii
- Potentilla lindackeri
- Potentilla lineata
- Potentilla linilaciniata
- Potentilla lomakinii
- Potentilla longifolia
- Potentilla longipes
- Potentilla lozanii
- Potentilla lyngei
- Potentilla macdonaldii
- Potentilla macounii
- Potentilla macrantha
- Potentilla macropoda
- Potentilla macrosepala
- Potentilla madrensis
- Potentilla makaluensis
- Potentilla mallota
- Potentilla mangenii
- Potentilla martjanovii
- Potentilla masakii
- Potentilla matsumurae
- Potentilla maura
- Potentilla megalantha
- Potentilla mexiae
- Potentilla meyeri
- Potentilla michoacana
- Potentilla micrantha
- Potentilla microcontigua
- Potentilla micropeduncularis
- Potentilla microphylla
- Potentilla millefolia
- Potentilla millefoliolata
- Potentilla mixta
- Potentilla mollissima
- Potentilla monanthes
- Potentilla mongolica
- Potentilla montana
- Potentilla montenegrina
- Potentilla montisvictoriae
- Potentilla morefieldii
- Potentilla mujensis
- Potentilla muldaschevii
- Potentilla multicaulis
- Potentilla multiceps
- Potentilla multifida
- Potentilla multijuga
- Potentilla multisecta
- Potentilla murrayi
- Potentilla nebulosa
- Potentilla nepalensis
- Potentilla nerimaniae
- Potentilla nervata
- Potentilla nervosa
- Potentilla nevadensis
- Potentilla newberryi
- Potentilla nicici
- Potentilla niponica
- Potentilla nitida
- Potentilla nivalis
- Potentilla nivea
- Potentilla nordmanniana
- Potentilla norvegica
- Potentilla nuda
- Potentilla nurensis
- Potentilla oaxacana
- Potentilla oblanceolata
- Potentilla obovatifolia
- Potentilla okensis
- Potentilla olchonensis
- Potentilla omissa
- Potentilla oweriniana
- Potentilla ovina
- Potentilla ozjorensis
- Potentilla palmeri
- Potentilla pamirica
- Potentilla pamiroalaica
- Potentilla panigrahiana
- Potentilla pannifolia
- Potentilla pannosa
- Potentilla pantotricha
- Potentilla papuana
- Potentilla parvula
- Potentilla patula
- Potentilla pectinisecta
- Potentilla pedata
- Potentilla peduncularis
- Potentilla pendula
- Potentilla penniphylla
- Potentilla pensylvanica
- Potentilla persica
- Potentilla petraea
- Potentilla petrovskyi
- Potentilla pimpinelloides
- Potentilla pindicola
- Potentilla plattensis
- Potentilla plumosa
- Potentilla polyjosephiana
- Potentilla polyphylla
- Potentilla polyphylloides
- Potentilla porphyrantha
- Potentilla potaninii
- Potentilla praecox
- Potentilla pringlei
- Potentilla prostrata
- Potentilla protea
- Potentilla psammophila
- Potentilla pseudosericea
- Potentilla psychrophila
- Potentilla pulchella
- Potentilla pulcherrima
- Potentilla pulvinaris
- Potentilla pulviniformis
- Potentilla pusilla
- Potentilla pycnophylla
- Potentilla pyrenaica
- Potentilla queretarensis
- Potentilla radiata
- Potentilla ranunculoides
- Potentilla recensita
- Potentilla recta
- Potentilla reptans
- Potentilla reuteri
- Potentilla rhenana
- Potentilla rhipidophylla
- Potentilla rhyolitica
- Potentilla richardii
- Potentilla rigidula
- Potentilla rigoana
- Potentilla rimicola
- Potentilla riparia
- Potentilla rivalis
- Potentilla robbinsiana
- Potentilla rubella
- Potentilla rubida
- Potentilla rubricaulis
- Potentilla rudolfii
- Potentilla rupifraga
- Potentilla rupincola
- Potentilla ruprechtii
- Potentilla rydbergiana
- Potentilla safronoviae
- Potentilla sajanensis
- Potentilla salsa
- Potentilla sanguisorba
- Potentilla saposhnikovii
- Potentilla saundersiana
- Potentilla savvalensis
- Potentilla saxifraga
- Potentilla scandica
- Potentilla schrenkiana
- Potentilla schugnanica
- Potentilla schultzii
- Potentilla scorpionis
- Potentilla seidlitziana
- Potentilla sergievskajae
- Potentilla sericea
- Potentilla serrata
- Potentilla sierrae-blancae
- Potentilla silesiaca
- Potentilla simplex
- Potentilla simulans
- Potentilla simulatrix
- Potentilla sischanensis
- Potentilla smithiana
- Potentilla sojakii
- Potentilla solitaria
- Potentilla soongarica
- Potentilla speciosa
- Potentilla sphenophylla
- Potentilla spodiochlora
- Potentilla spoliata
- Potentilla sprengeliana
- Potentilla squalida
- Potentilla squamosa
- Potentilla staminea
- Potentilla stenophylla
- Potentilla stepposa
- Potentilla sterilis
- Potentilla sterneri
- Potentilla stewartiana
- Potentilla stipitata
- Potentilla stipularis
- Potentilla stolonifera
- Potentilla straussii
- Potentilla strigosa
- Potentilla subarenaria
- Potentilla subcoriacea
- Potentilla subdigitata
- Potentilla subgorodkovii
- Potentilla subjuga
- Potentilla sublaevis
- Potentilla subpalmata
- Potentilla subtrijuga
- Potentilla subvahliana
- Potentilla subviscosa
- Potentilla sulphurascens
- Potentilla sumatrana
- Potentilla sundaica
- Potentilla supina
- Potentilla svanetica
- Potentilla szovitsii
- Potentilla tabernaemontani
- Potentilla tanacetifolia
- Potentilla taronensis
- Potentilla taurica
- Potentilla tauricola
- Potentilla tephroleuca
- Potentilla tephroserica
- Potentilla tergemina
- Potentilla tericholica
- Potentilla thomsonii
- Potentilla thurberi
- Potentilla thuringiaca
- Potentilla thyrsiflora
- Potentilla tikhomirovii
- Potentilla tobolensis
- Potentilla togashii
- Potentilla tollii
- Potentilla tolmatchevii
- Potentilla tomentulosa
- Potentilla tommasiniana
- Potentilla tornezyana
- Potentilla townsendii
- Potentilla toyamensis
- Potentilla transcaspia
- Potentilla tridentula
- Potentilla tristis
- Potentilla tschaunensis
- Potentilla tschimganica
- Potentilla tschukotica
- Potentilla tucumanensis
- Potentilla tugitakensis
- Potentilla tundricola
- Potentilla turczaninowiana
- Potentilla turfosa
- Potentilla turfosoides
- Potentilla turgaica
- Potentilla tuvinica
- Potentilla uliginosa
- Potentilla ulrichii
- Potentilla umbrosa
- Potentilla uniflora
- Potentilla uschakovii
- Potentilla vahliana
- Potentilla valderia
- Potentilla wallichiana
- Potentilla weddellii
- Potentilla wenchuensis
- Potentilla venusta
- Potentilla verticillaris
- Potentilla wheeleri
- Potentilla victorialis
- Potentilla wilhelminensis
- Potentilla williamsii
- Potentilla villosa
- Potentilla villosula
- Potentilla wimanniana
- Potentilla virgata
- Potentilla visianii
- Potentilla wismariensis
- Potentilla volgarica
- Potentilla vorobievii
- Potentilla wrangelii
- Potentilla vulcanicola
- Potentilla vvedenskyi
- Potentilla xizangensis
- Potentilla yokusaiana
- Potentilla yonoweana
- Potentilla zhangbeiensis